# 东晓街道
东晓街道，是中华人民共和国广东省深圳市罗湖区下辖的一个乡镇级行政单位。

## 行政区划
东晓街道下辖以下地区：
东晓社区、草埔东社区、松泉社区、名地社区、独树社区、绿景社区、马山社区、港发新村社区、木棉岭社区、兰花社区、马岗社区和木棉花社区。